# Simon Callaghan
Pour les articles homonymes, voir Callaghan.
Simon Callaghan (né en 1983) est un pianiste anglais.

## Biographie
Simon Callaghan a rapidement progressé dans ses études de piano à partir d'un âge très précoce, montrant un intérêt vif pour toutes sortes de musique. En janvier 2000, Simon a commencé ses études à l'École du Chetham dont la renommée dans le monde de la musique est très connue à Manchester avec Bernard Roberts et a récemment été attributaire d'une bourse de base pour continuer les cours du degré supérieur au Collège Royal de musique de Londres avec comme professeur l'ancien élève et disciple de Dame Myra Hess, Yonty Solomon.
Comme interprète solo, Simon a récemment donné des concerts au nord et au sud du Pays de Galles, à Southport, à Édimbourg, à Harrogate, à Lincoln, à Stoke-on-Trent, à Bath, à Manchester, à Londres et au Sri Lanka avec des exécutions longuement acclamées en particulier la troisième Sonate et les quatre Scherzos de Frédéric Chopin et la fantaisie de Schubert.
Comme soliste concertiste, il a fait ses débuts en 2001 en interprétant le concerto en C majeur de Beethoven avec l'orchestre Pro Musica de Cheshire, et plus récemment a participé avec l'orchestre de chambre de la ville de Stoke-on-Trent dans l'exécution de partitions moins connues, tels que le Septet militaire de Hummel. Il travaillera d'autres œuvres avec cet orchestre au début de l'année prochaine dont le concerto n° 1 de Chopin et le Quintet de Schubert.
Simon s'intéresse également d'une manière très active à la pratique de la musique de chambre, collaborant régulièrement avec des étudiants du Collège Royal dans un programme musical diversifié dans le cadre du projet de l'orchestre symphonique du Collège Royal, s'exécutant sous la direction de Bernard Haitink. Il a également réalisé un duo de piano et une association duo de violoncelle/piano, les deux formations font maintenant partie intégrante de la vie musicale de Simon.
Dans sa ville natale de Stoke-on-Trent, Simon remportait beaucoup de prix dans des festivals locaux de musique et l'année dernière il était qualifié aux finales de la plateforme 2002 des jeunes musiciens internationaux de Bromsgrove.
Son ambition est d'aller bien plus loin comme concertiste interprète solo et de continuer également à jouer dans la mesure du possible dans beaucoup de secteurs du monde de la musique.

## Caractéristiques principales du pianiste
Simon Callaghan apparaît comme un pianiste très talentueux, qui séduit depuis son plus jeune âge les mélomanes du monde de la musique classique. Son répertoire, allant de J-S Bach à Alwin William, est très riche et est particulièrement étendu.
Il fait preuve dans ses relations de beaucoup d'humanité, mais aussi de modestie et d'humilité, ce qui fait de lui un artiste complet.
Plusieurs critiques du monde entier lui ont attribué un jeu sensible doté d'un touché fluide qui le caractérise, avec des expressions très diverses et une incroyable combinaison de Piano et Forte.